# آرسن میناسیان

آرسن خاچاطوری میناسیان (ارمنی: Արսեն Խաչատուրի Մինասյան) معروف به «موسیو آرسن» یا مسیح گیلان(تاریخ تولد ۱۹۰۶ – تاریخ مرگ ۱۹۷۷) از ارمنی‌های گیلان و نیکوکاران بنام ایرانی ارمنی‌تبار بود.

## زندگی‌نامه
آرسن خاچاطوری میناسیان در سال ۱۹۰۶ میلادی (۱۲۸۵ خورشیدی) در رشت به دنیا آمد و تحصیلاتش را در «مدرسه ارمنی‌های انوشیروان رشت» آغاز، و در همان مدرسه به پایان رساند. آرسن در دوران تحصیل علاقه‌ای شدید به شیمی پیدا کرد و در همین راستا بعد از اخذ دیپلم به قزوین رفت و در داروخانه‌ای مشغول به کار شد. آرسن عاشق «مارو» دختر داروخانه دار شد، با او ازدواج کرد. بعد از چند سال دوباره به رشت بازگشت و به ساختن دارو در این شهر مشغول شد.
آرسن میناسیان که یک داروساز تجربی بود آغاز به ساختن داروهای تخصصی کرد و داروها را به داروخانه‌ها می‌فروخت و از این راه داروخانه‌داران رشت پول هنگفتی به جیب می‌زدند، میناسیان که دید از زحمات او عده‌ای سودجو به پول رسیدند خود تصمیم گرفت داروخانه‌ای تأسیس کند. فصل‌هایی که بارش شدید برف و باران، آب رودخانه‌های رشت را زیاد کرده بود، بالا آمدن آب رودخانه و رسوخ آن به خانه‌های مردم میناسیان را بی‌قرار می‌کرد، او داروخانه را به همکارش می‌سپرد و خود شتابان به کمک همشهری‌هایش می‌شتافت.
وزیدن باد گرم در پائیز که به گیلکی این باد را «کونوس پچی باد» (باد ازگیل‌پز) می‌نامند، هر ساله با آتش‌سوزی همراه بود، چه در جنگل‌های گیلان و چه در شهرها، با توجه به اینکه خانه‌های آن زمان مردم رشت بیشتر از چوب بود و همه ساله خساراتی به مردم وارد می‌شد، آرسن در اینجا هم همانند یک مرد آتش‌نشان جانش را به خطر می‌انداخت و به اطفاء حریق می‌پرداخت. آرسن به دین و اعتقادات همشهری‌هایش احترام خاصی می‌گذاشت، در مراسم تاسوعا، عاشورا و چهل منبر شرکت می‌کرد، به هر مسجدی که وارد می‌شد مردم به احترام او از سرجایشان بلند می‌شدند و برایش صلوات می‌فرستادند، آرسن این اعتبار را به راحتی به دست نیاورده بود.
آرسن دیگر فقط یک داروساز یا یک داروخانه‌دار نبود، او امین مردم شده بود، به عیادت بیماران می‌رفت، در دادگستری ضمانت می‌کرد، و در این راستا مردم نیکوکار نزد او پول، طلا و مواد غذایی می‌سپردند تا به دست فقرا برساند.

## داروخانه شبانه‌روزی کارون رشت

آرسن میناسیان

آرسن نخستین داروخانه شبانه‌روزی ایران را افتتاح کرد.هدفش از افتتاح داروخانه کارون این بود که دست واسطه را کوتاه کند و می‌خواست داروها را به همان قیمت که برایش تمام می‌شد بدست مردم برساند. با شروع جنگ جهانی دوم و اشغال ایران توسط نیروهای متفقین، بیکاری و گرانی گریبان مردم را گرفته بود و این امر سبب شده بود تا بسیاری از بیماران توان خرید دارو را از دست بدهند ولی آرسن دارو را مجانی در اختیارشان می‌گذاشت. آرسن مردی بود نیکوکار، پاک و امین مردم. هر که در رشت سراغ یک مسلمان واقعی را می‌گرفت به او آدرس موسیو را می‌دادند.
شبانه به تهران می‌رفت مواد اولیه داروها را تهیه می‌کرد به رشت بازمی‌گشت و تا پاسی از شب در داروخانه مشغول ساختن دارو می‌شد و همین شب بیداری‌ها، او را به این فکر انداخت تا داروخانه را شب‌ها نیز باز نگه دارد و بدین طریق اولین داروخانه شبانه‌روزی گیلان و ایران دایر شد.
داروخانه‌های دیگر رشت دچار مشکلاتی شدند، از طرفی آرسن داروهای تخصصی اش را برای فروش در اختیارشان نمی‌گذاشت و از طرفی دیگر مردم برای تهیه هر نوع دارویی سراغ موسیو می‌رفتند و همین ضربات برای رقیبان آرسن کافی بود تا برای مقابله با او وارد جنگ روانی شوند. شایعه کردند که داروهای آرسن فاسد است، یا او ارمنی است، یک مسلمان برای تهیه دارو باید نزد داروساز مسلمان برود، ولی با تمام این وجود مردم می‌دیدند که با مصرف داروهای آرسن حالشان رو به بهبودی می‌رود اعتنایی به شایعات نمی‌کردند. رقبا که دیدند از این طریق نمی‌توانند سدی بر سر راه این مرد نیکوکار شوند، از او به فرمانداری و شهربانی شکایت کردند، که آرسن با پائین نگه داشتن قیمت دارو یا به روایتی فروش دارو بدون سود یا حتی با ضرر خلاف امور صنفی رفتار می‌کند، و این باعث ورشکستگی دیگر داروخانهها می‌شود. با احضار موسیو به شهربانی برای رسیدگی به شکایات علیه او، شاکیان نیز جمع می‌شدند ولی آن‌ها به محض دیدن آرسن، با آن نگاه مهربانش با آن ساده پوشی و فروتنی که داشت، دست از شکایت خود برمی‌داشتند.
حاشیه‌سازی علیه او همچنان ادامه داشت. شنیده می‌شد که می‌گویند آرسن برای وکیل شدن جلب اعتماد می‌کند، او آدمی ظاهر ساز است و این شگرد اوست که در دل مردم خود را جا داده است. او به‌خاطر تهیه دارو و فشارهایی که ضعف مالی بر او وارد آورده بود، مقروض بود. طلبکاران او را مدام تحت فشار قرار می‌دادند و طلبشان را می‌خواستند.

## تأسیس نخستین خانه سالمندان و معلولین ایران در رشت
یکی از مشتری‌های داروخانه که برای مادر پیرش از آرسن دارو می‌گرفت، سرنوشت مادرش را که ناتوان بود و احتیاج به مراقبت شبانه‌روزی داشت تعریف کرد و آرسن که تشنه خدمت به مردم بود با شنیدن صحبت‌های آن مرد به فکر تأسیس خانه سالمندان افتاد.
آرسن رئیس هیئت ارمنی‌های رشت، و یکی از اعضاء انجمن شهر نیز بود و می‌خواستند او را به عنوان شهردار رشت انتخاب کنند که ایشان قبول نکردند.
با اعتباری که به دست آورده بود و با کمک مردم خیر رشت از جمله آقایان: «محمد جعفر چینی‌چیان»، محمدرضا حکیم‌زاده لاهیجی، «آیت‌الله ضیابری»، «حاج رضا عظیم‌زاده» و «حاج آقا استقامت» در سلیمان‌داراب بالا رشت و نزدیک مزار میرزا کوچک خان زمینی در اختیار او گذاشتند و اولین کلنگ خانه سالمندان و معلولین ایران زده شد.
با تأسیس خانه سالمندان و معلولین میناسیان بیشتر وقتش را در آنجا صرف خدمت به مردم می‌کرد، داروخانه را واگذار کرده بود و از ۵ هزار تومانی که بابت داروخانه می‌گرفت ۲ هزار تومان را به «مارو» همسرش می‌داد و بقیه را صرف خانه سالمندان می‌کرد. بیماری‌ای او را رنج می‌داد ولی به کسی از بیماری‌اش نگفت، نارسائی اکسیژن بدنش را ضعیف کرده بود، سرچشمه‌اش تنگی نفسی بود که دچارش شده بود.

## درگذشت و خاکسپاری

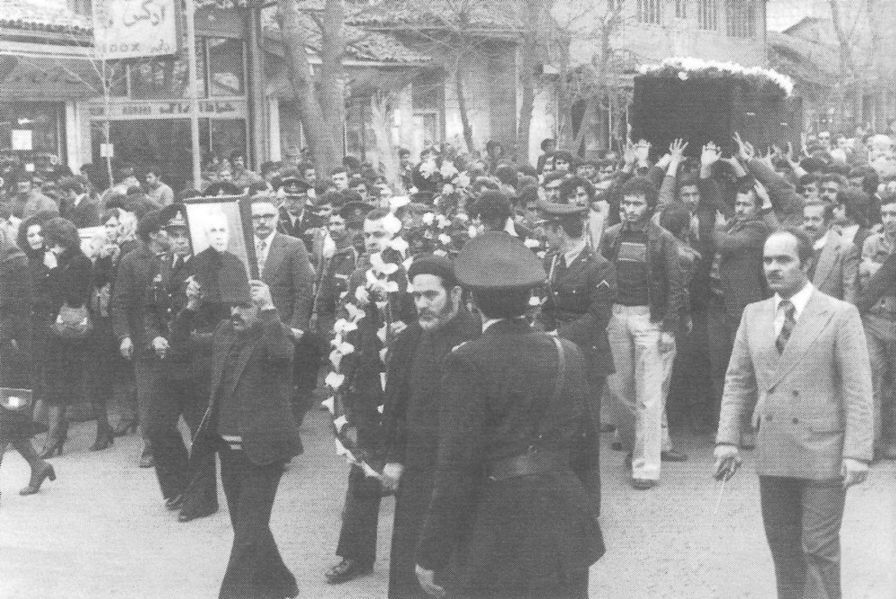
تشییع پیکر میناسیان، فروردین ۱۳۵۶

میناسیان غروب روز یکشنبه ۱۹۷۷ (۱۴ فروردین ۱۳۵۶) که مانند روزهای دیگر در آسایشگاه مشغول به کار بود، پرستاران متوجه وضعیت غیرعادی آرسن شدند، او به سختی نفس می‌کشید، چهره‌اش کبود شده بود، دکتری که در بخش بود را فرا خواندند. پزشکی که در اتاق بود کاری از دستش بر نیامد. ساعت ۱۰ شب بود که میناسیان در سن ۷۱ سالگی درگذشت.
خبر از دست رفتن میناسیان در تمام شهر پیچید، کسی نبود که از شنیدن این خبر متأثر و ناراحت نشود، آن روز شهر چهره عادی‌اش را از دست داده بود، مردم دسته دسته از میدان شهرداری به طرف مدرسه ارمنی‌ها در خیابان سعدی می‌رفتند. عده زیادی نیز به «سلیمان‌داراب» رفته بودند تا پیکر بی‌جان این ارمنی مهربان را تا آرامگاه ابدیش همراهی کنند، در نیمه‌های راه مردم تابوت را از ماشین بیرون آوردند، و در حالی که صلوات و لا إله إلا الله می‌فرستادند، روی شانه‌هایشان حمل کردند.
مغازه‌داران مسیر با دیدن صحنه مراسم، کسب و کار خود را رها کردند و به انبوه سوگواران پیوستند، شهر به حالت نیمه تعطیل درآمده بود. وی در مدرسه «م. آهوردانیان» رشت به خاک سپرده شد.

## کتاب

کتاب «سایه مسیح»

کتاب «سایه مسیح» که به زندگی‌نامه، نیکوکار ایرانی ارمنی آرسن خاچاطور میناسیان می‌پردازد توسط «ایساک یونانسیان»، منتشر شد.